# Koniaczów
Koniaczów – wieś w Polsce położona w województwie podkarpackim, w powiecie jarosławskim, w gminie Jarosław.
W II Rzeczypospolitej wieś w powiecie jarosławskim województwa lwowskiego. W latach 1944–1945 nacjonaliści ukraińscy z OUN-UPA dokonali tutaj licznych napadów rabunkowych, co spowodowało, że polscy mieszkańcy byli zmuszeni schronić się w Jarosławiu i Szówsku. W latach 1945–1946 większość tutejszych Ukraińców przesiedlono do ZSRR, a ich opuszczone domy spaliła UPA.
W latach 1975–1998 miejscowość administracyjnie należała do województwa przemyskiego.

## Części wsi
| SIMC    | Nazwa      | Rodzaj    |
| ------- | ---------- | --------- |
| 0603069 | Przywrocie | część wsi |
| 0603075 | Za Starym  | część wsi |